# Matthew Howson

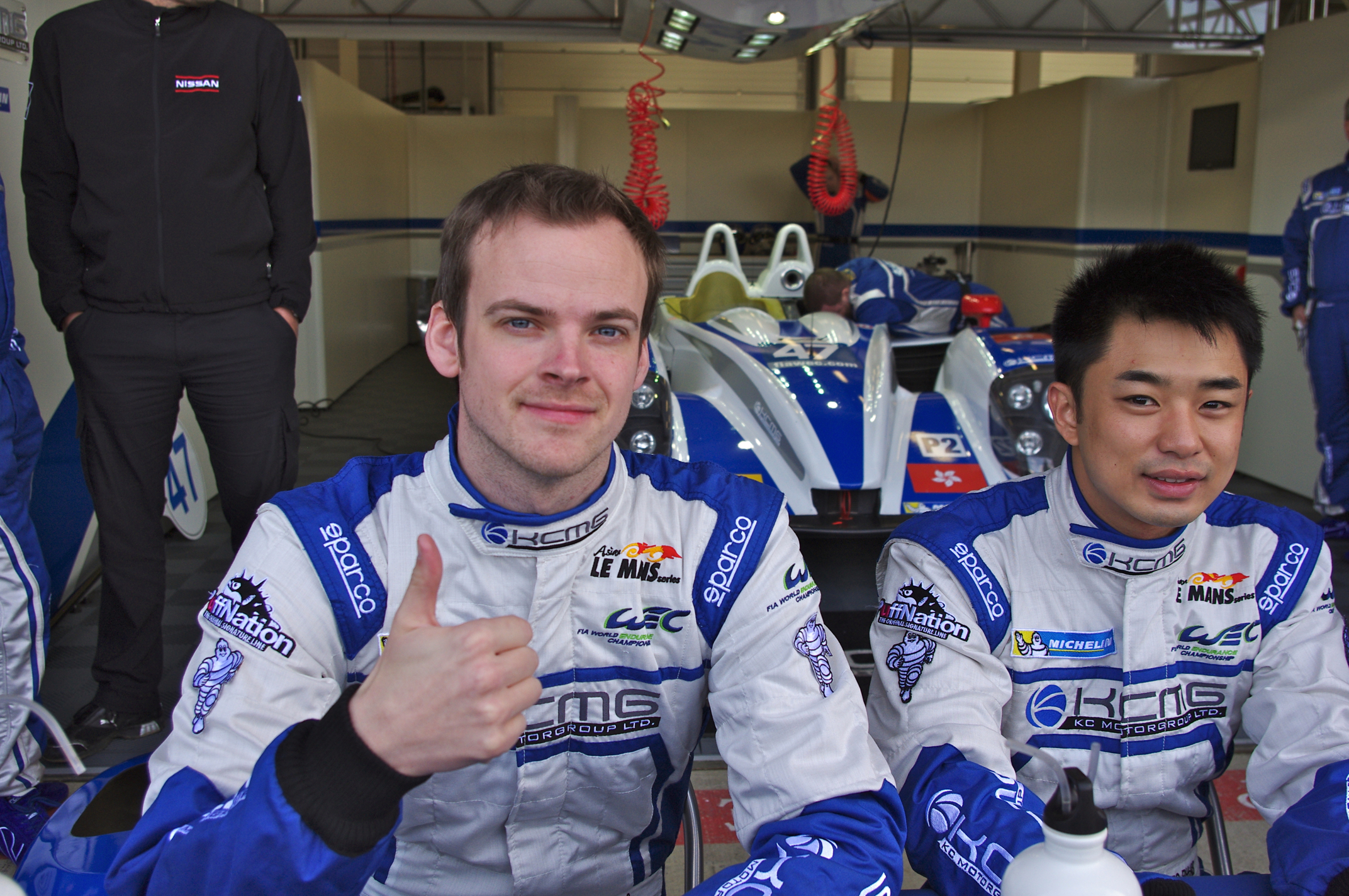
Matthew Howson (li.) und Jim Ka To, 2013

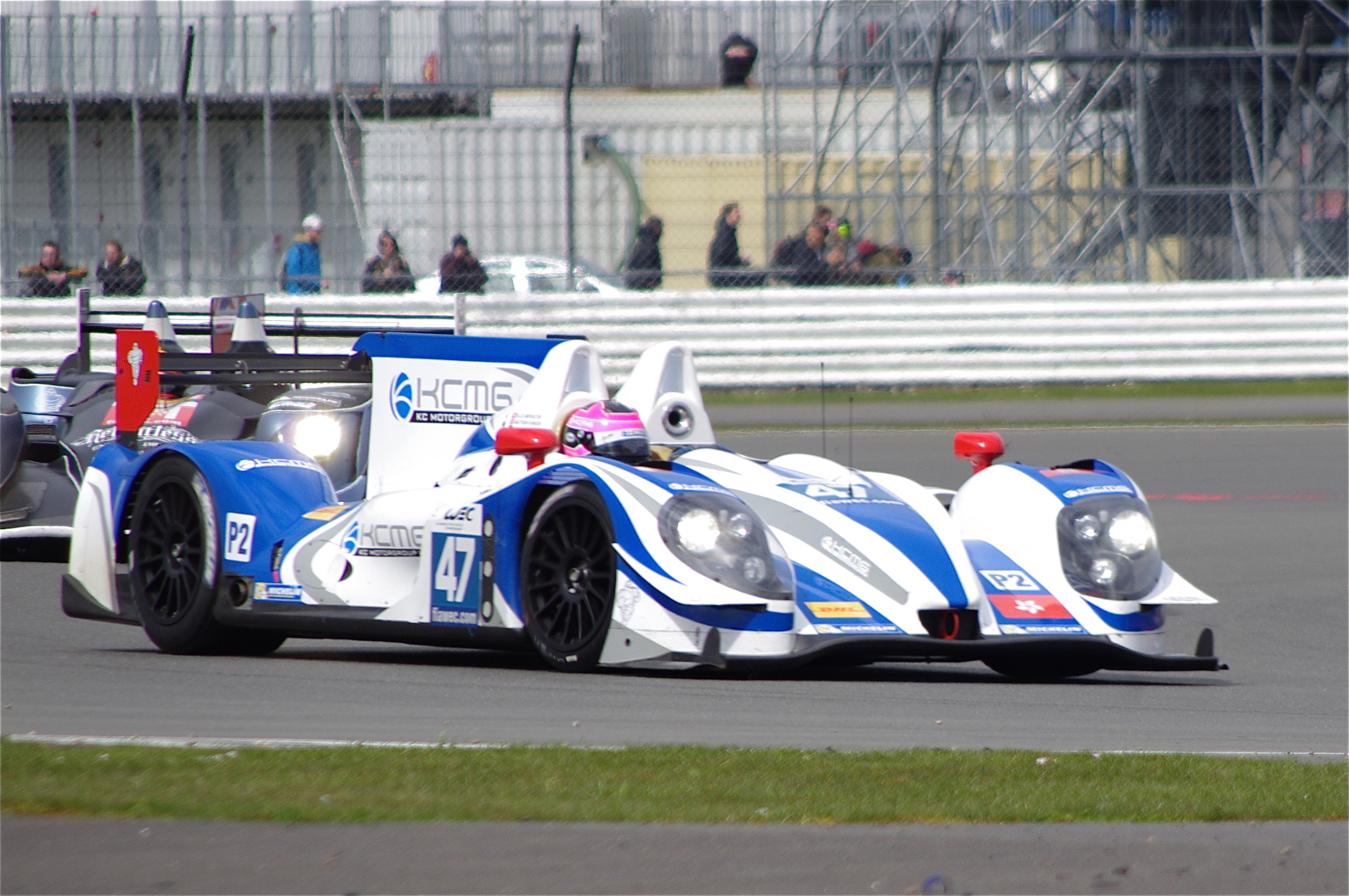
Der von Matthwe Howson beim 6-Stunden-Rennen von Silverstone 2013 gefahrene Morgan LMP2

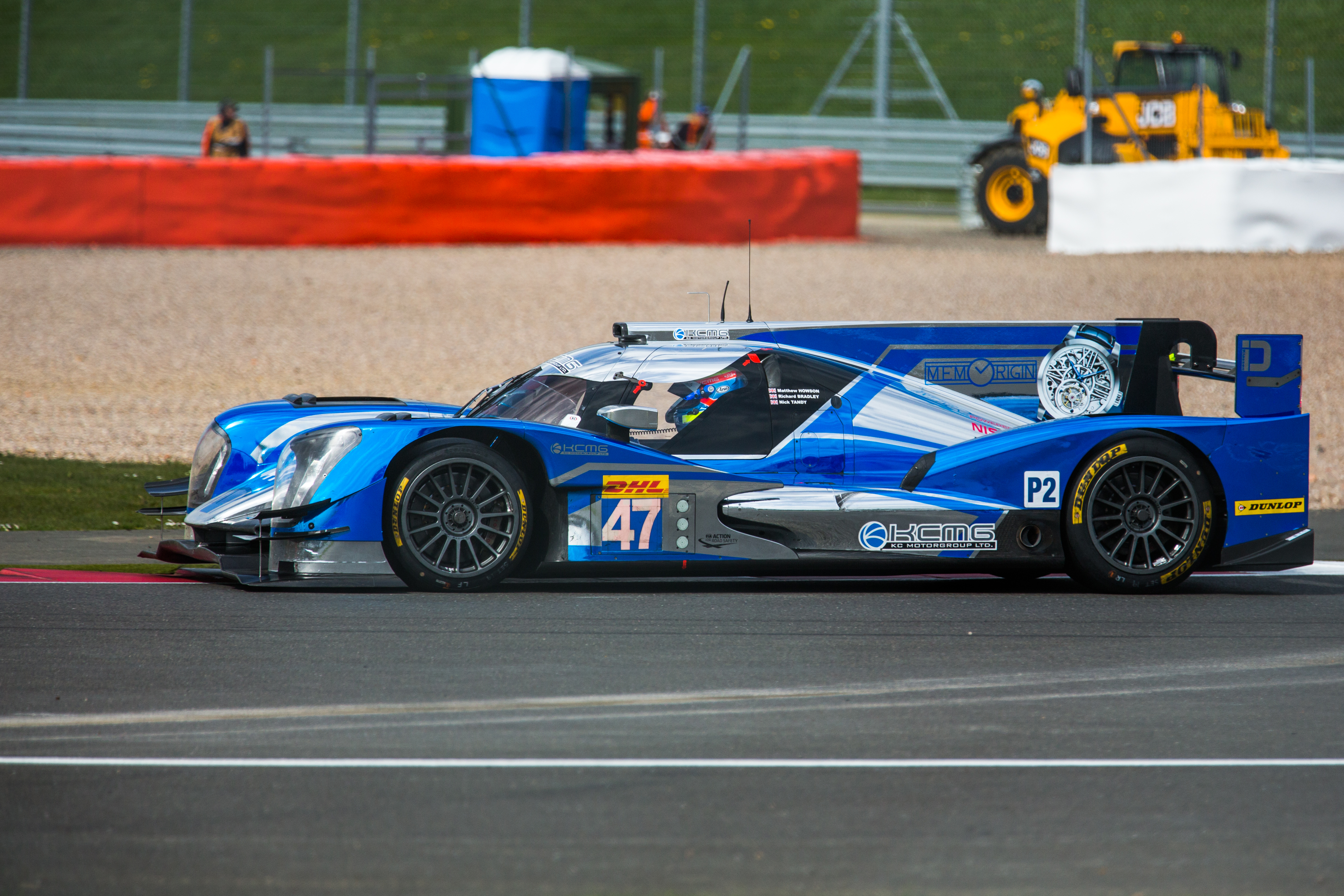
Matthew Howson am Steuer eines Oreca 05, beim 6-Stunden-Rennen von Silverstone 2015

Matthew Graham „Matt“ Howson (* 25. August 1983 in Norwich, Norfolk) ist ein ehemaliger britischer Automobilrennfahrer. Er fuhr ab 2013 in der FIA-Langstrecken-Weltmeisterschaft (WEC). Er erzielte 2015 einen Klassensieg beim 24-Stunden-Rennen von Le Mans.

## Karriere
Howson begann seine Motorsportkarriere im Formelsport 2001 in der Wintermeisterschaft der britischen Formel Renault, in der er für Manor Motorsport den zehnten Platz belegte. 2002 startete Howson in der Juniorenmeisterschaft der britischen Formel Ford und erreichte den achten Rang. Anschließend trat er in der Wintermeisterschaft der britischen Formel Ford an und wurde mit einem Podium Fünfter. 2003 trat Howson für Medina Sport in der regulären britischen Formel-Ford-Meisterschaft an. Mit je zwei dritten und zweiten Plätzen beendete er die Saison auf dem neunten Platz. In der darauf folgenden Winterserie wurde er für das Team JLR Gesamtzweiter.
2004 nahm Howson zunächst für Ray Sport an vier Rennen der britischen Formel Ford teil. Anschließend wechselte er zum Team SWR Pioneer in die britische Formel BMW. In dieser gewann er ein Rennen und wurde Gesamtzwölfter. 2005 blieb Howson in der britischen Formel BMW und trat für Filsell Motorsport an. Mit vier Siegen wurde er Dritter der Meisterschaft. Im darauf folgenden Weltfinale der Formel-BMW-Meisterschaften erzielte er den neunten Platz. 2006 war Howson erneut ohne Vollzeitcockpit. Für Filsell Motorsport nahm er an zwei Rennen der britischen Formel Renault und an vier Rennen der britischen Formel BMW teil. Dabei gewann er ein Formel-BMW-Rennen.
2007 war Howson ohne Engagement, da er das Budget für eine weitere Motorsportkarriere in Europa nicht aufbringen konnte. Er absolvierte zwei Gaststarts im britischen Porsche Carrera Cup. Anschließend fuhr er im Winter 2007/08 in der asiatischen Formel-3-Meisterschaft für PTRS Racing. Er gewann zwei Rennen und wurde mit 229 zu 322 Punkten Gesamtzweiter hinter Frédéric Vervisch. 2008 fuhr er zwei Rennen in der B-Klasse der asiatischen GT-Meisterschaft, die er beide gewann.
Nach zwei Jahren Pause kehrte Howson 2011 in den Motorsport zurück. In der Zwischenzeit hatte Howson ein Studium an der Manchester Metropolitan University beendet. Er war für SGC by KCMG in der zweiten Saisonhälfte in der japanischen Formel-3-Meisterschaft gemeldet. Dort wurde er Siebter in der Meisterschaft. 2012 blieb Howson bei dem Rennstall und trat zu fünf von sieben Veranstaltungen in der japanischen Formel-3-Meisterschaft an. Mit einem siebten Platz als bestem Ergebnis blieb er ohne Punkte.
2013 wechselte Howson in den Langstreckensport und erhielt für ein Rennen ein LMP2-Cockpit bei KCMG in der FIA-Langstrecken-Weltmeisterschaft (WEC). Darüber hinaus absolvierte er einen Gaststart beim zur WEC zählenden 24-Stunden-Rennen von Le Mans 2013. 2014 war Howson Stammfahrer bei KCMG in der FIA-Langstrecken-Weltmeisterschaft. Richard Bradley war bei jedem Rennen sein Teamkollege. Den dritten Fahrerplatz teilten sich Alexandre Imperatori und Tsugio Matsuda. Bradley und Howson gewannen dreimal die LMP2-Wertung. Zweimal zusammen mit Imperatori, einmal mit Matsuda. In der Weltmeisterschaft erreichten Bradley und Howson den 13. Platz. 2015 fuhren Bradley und Howson erneut für KCMG in der FIA-Langstrecken-Weltmeisterschaft. Den dritten Platz teilen sich in diesem Jahr Nick Tandy und Nicolas Lapierre. Bradley, Howson und Lapierre gewannen beim 24-Stunden-Rennen von Le Mans zusammen die LMP2-Wertung. Einen weiteren LMP2-Klassensieg erzielten Bradley und Howson mit Tandy. Bradley und Howson beendeten die Saison auf dem elften Gesamtrang.

## Sonstiges
Neben seiner Tätigkeit als Rennfahrer ist Howson seit 2004 als Fahrer-Trainer aktiv. Von 2008 bis 2010 arbeitete er für Räikkönen Robertson Racing. Seit 2011 übt er diese Position bei Fortec Motorsports aus. Unter anderem betreute er in dieser Funktion Jake Dennis, Alex Lynn, Matthew Parry, Oliver Rowland und Will Stevens.

## Statistik

### Karrierestationen
| - 2001: Britische Formel Renault, Winter (Platz 10) - 2002: Britische Formel Ford, Junior (Platz 8) - 2002: Britische Formel Ford, Winter (Platz 5) - 2003: Britische Formel Ford (Platz 9) - 2003: Britische Formel Ford, Winter (Platz 2) - 2004: Britische Formel Ford (Platz 19) | - 2004: Britische Formel BMW (Platz 12) - 2005: Britische Formel BMW (Platz 5) - 2006: Britische Formel BMW (Platz 13) - 2006: Britische Formel Renault (Platz 30) - 2008: Asiatische Formel 3 (Platz 2) - 2008: Asiatische GT, B (Platz 4) | - 2011: Japanische Formel 3 (Platz 7) - 2012: Japanische Formel 3 - 2013: WEC (Platz 40) - 2014: WEC (Platz 13) - 2015: WEC (Platz 11) |

### Le-Mans-Ergebnisse
| Jahr | Team | Fahrzeug    | Teamkollege          | Teamkollege     | Platzierung            | Ausfallgrund |
| ---- | ---- | ----------- | -------------------- | --------------- | ---------------------- | ------------ |
| 2013 | KCMG | Morgan LMP2 | Alexandre Imperatori | Ho-Pin Tung     | Ausfall                | Defekt       |
| 2014 | KCMG | Oreca 03R   | Alexandre Imperatori | Richard Bradley | Ausfall                | Unfall       |
| 2015 | KCMG | Oreca 05    | Nicolas Lapierre     | Richard Bradley | Rang 9 und Klassensieg |              |
| 2016 | KCMG | Oreca 05    | Tsugio Matsuda       | Richard Bradley | Ausfall                | Batterie     |

### Einzelergebnisse in der FIA-Langstrecken-Weltmeisterschaft
| Saison | Team              | Rennwagen   | 1   | 2   | 3   | 4   | 5   | 6   | 7   | 8   | 9   |
| ------ | ----------------- | ----------- | --- | --- | --- | --- | --- | --- | --- | --- | --- |
| 2013   | KCMG              | Morgan LMP2 | SIL | SPA | LEM | SAO | AUS | FUJ | SHA | BAH |     |
| 2013   | KCMG              | Morgan LMP2 | 12  |     | DNF |     |     |     |     |     |     |
| 2014   | KCMG              | Oreca 03    | SIL | SPA | LEM | AUS | FUJ | SHA | BAH | SAO |     |
| 2014   | KCMG              | Oreca 03    | 6   | 10  | DNF | 8   | 8   | DNF | 8   | 6   |     |
| 2015   | KCMG              | Oreca 05    | SIL | SPA | LEM | NÜR | AUS | FUJ | SHA | BAH |     |
| 2015   | KCMG              | Oreca 05    | 19  | 12  | 9   | 7   | 6   | DNF | 11  | 8   |     |
| 2016   | KCMG Manor Racing | Oreca 05    | SIL | SPA | LEM | NÜR | MEX | AUS | FUJ | SHA | BAH |
| 2016   | KCMG Manor Racing | Oreca 05    |     |     | DNF | 12  |     |     |     |     |     |